# Березина (приток на Днепър)
Березина (на беларуски: Бярэ́зіна; на руски: Березина) е река в Беларус (Витебска, Минска, Могильовска и Гомелска област), десен приток на Днепър. Дължина 613 km. Площ на водосборния басейн 24 500 km².
Река Березина води началото си от северната част на Минското възвишение (част от Беларуското възвишение), на 3 km западно от град Докшици (Витебска област), на 206 m н.в. В началото тече на изток, като преминава през град Докшици, а след село Березино завива на юг и запазва това генерално направление до устието си. В този участък бреговете ѝ са ниски, често заблатени. След устието на левия си приток Сергуч навлиза в Минска област. След изтичането ѝ от езерото Палик бреговете ѝ стават асиметрични, като десният (западен) бряг става висок, а левия – нисък. Преминава последователно през градовете Борисов и Березино (град) и в района на село Стари Остров навлиза в Могильовска област. На територията на областта преминава през сгт Елизово и град Бобруйск и в района на село Стасевка преминава в Гомелска област. Тук течението ѝ става с югоизточно направление, преминава през сгт Паричи и град Светлогорск и на около 4 km югоизточно от село Горвал се влива отдясно в река Днепър, на 118 m н.в.
Основни притоци: леви – Сергуч, Сха, Нача, Бобър, Клева, Олса, Ола; десни – Поня, Гайна, Плибай, Уша, Уса, Свислоч. Среден годишен отток в устието 145 km³/s. Река Березина е плавателна за плиткогазещи съдове на 505 km от устието си, до река Сергуч, чрез която и изкуствено прокопан канал се свързва с река Западна Двина